# ويسلي هيلز (نيويورك)
ويسلي هيلز (بالإنجليزية: Wesley Hills, New York)‏ هي منطقة سكنية تقع في الولايات المتحدة في مقاطعة روكلاند، نيويورك. يقدر عدد سكانها بـ 5,628 نسمة ومساحتها 8.7 كم2 وترتفع عن سطح البحر 164 متر.

## التركيبة السكانية
حدّد مكتب تعداد الولايات المتحدة بيانات التركيبة السكانية لويسلي هيلز في تعداد الولايات المتحدة. في ما يلي، التركيبة السكانية حسب تعدادي 2000 و2010.

### تعداد عام 2000
بلغ عدد سكان ويسلي هيلز 4,848 نسمة بحسب تعداد عام 2000، وبلغ عدد الأسر 1,430 أسرة وعدد العائلات 1,273 عائلة مقيمة في القرية. في حين سجلت الكثافة السكانية 554.7 نسمة لكل كيلومتر مربع (1,436.7/ميل2). وبلغ عدد الوحدات السكنية 1,474 وحدة بمتوسط كثافة قدره 168.6 لكل كيلومتر مربع (436.7/ميل2).
وتوزع التركيب العرقي للقرية بنسبة 88.30% من البيض و4.95% من الأمريكيين الأفارقة و0.06% من الأمريكيين الأصليين و4.52% من الأمريكيين ذوي الأصول الآسيوية و0.17% من سكان جزر المحيط الهادئ و1.05% من الأعراق الأخرى و0.95% من عرقين مختلطين أو أكثر و3.71% من الهسبانيون أو اللاتينيون من أي عرق.
بلغ عدد الأسر 1,430 أسرة كانت نسبة 46.9% منها لديها أطفال تحت سن الثامنة عشر تعيش معهم، وبلغت نسبة الأزواج القاطنين مع بعضهم البعض 81.4% من أصل المجموع الكلي للأسر، ونسبة 5.9% من الأسر كان لديها معيلات من الإناث دون وجود شريك، بينما كانت نسبة 1.7% من الأسر لديها معيلون من الذكور دون وجود شريكة وكانت نسبة 11% من غير العائلات. تألفت نسبة 8.7% من أصل جميع الأسر من عدة أفراد يعيشون في نفس المنزل ونسبة 3.1% كانت تتألف من شخص يعيش بمفرده يبلغ من العمر 65 عاماً أو أكثر. وبلغ متوسط حجم الأسرة المعيشية 3.37، أما متوسط حجم العائلات فبلغ 3.58.
بلغ العمر الوسطي للسكان 35.8 عاماً. وكانت نسبة 33.6% من القاطنين تحت سن الثامنة عشر، وكانت نسبة 5.8% بين الثامنة عشر والرابعة والعشرين عاماً، ونسبة 24.2% كانت واقعةً في الفئة العمرية ما بين الخامسة والعشرين والرابعة والأربعين عاماً، ونسبة 26.7% كانت ما بين الخامسة والأربعين والرابعة والستين، ونسبة 9% كانت ضمن فئة الخامسة والستين عاماً فما فوق. يوجد لكل 100 أنثى 99.2 ذكر، ويوجد لكل 100 أنثى في الثامنة عشر من عمرها فما فوق 95.5 ذكر.
بلغ متوسط دخل الأسرة في القرية 91,613 دولارًا، أما متوسط دخل العائلة فبلغ 98,102 دولارًا. وكان متوسط دخل الذكور 65,764 دولارًا مقابل 42,734 دولارًا للإناث. وسجل دخل الفرد الخاص بالقرية 32,785 دولارًا. وكانت نسبة 3.7% من العائلات ونسبة 7.1% من السكان تحت خط الفقر، وكان من هؤلاء نسبة 8.9% تحت سن الثامنة عشر ونسبة 12.1% في الخامسة والستين من العمر وما فوق.

### تعداد عام 2010
بلغ عدد سكان ويسلي هيلز 5,628 نسمة بحسب تعداد عام 2010، وبلغ عدد الأسر 1,489 أسرة وعدد العائلات 1,309 عائلة مقيمة في القرية. في حين سجلت الكثافة السكانية 643.9 نسمة لكل كيلومتر مربع (1,667.7/ميل2). وبلغ عدد الوحدات السكنية 1,558 وحدة بمتوسط كثافة قدره 178.3 لكل كيلومتر مربع (461.8/ميل2).
وتوزع التركيب العرقي للقرية بنسبة 90.72% من البيض و4.50% من الأمريكيين الأفارقة و0.14% من الأمريكيين الأصليين و2.81% من الأمريكيين ذوي الأصول الآسيوية و0.02% من سكان جزر المحيط الهادئ و0.66% من الأعراق الأخرى و1.15% من عرقين مختلطين أو أكثر و3.66% من الهسبانيون أو اللاتينيون من أي عرق.
بلغ عدد الأسر 1,489 أسرة كانت نسبة 49.6% منها لديها أطفال تحت سن الثامنة عشر تعيش معهم، وبلغت نسبة الأزواج القاطنين مع بعضهم البعض 79.6% من أصل المجموع الكلي للأسر، ونسبة 5.8% من الأسر كان لديها معيلات من الإناث دون وجود شريك، بينما كانت نسبة 2.5% من الأسر لديها معيلون من الذكور دون وجود شريكة وكانت نسبة 12.1% من غير العائلات. تألفت نسبة 9.7% من أصل جميع الأسر من عدة أفراد يعيشون في نفس المنزل ونسبة 5.4% كانت تتألف من شخص يعيش بمفرده يبلغ من العمر 65 عاماً أو أكثر. وبلغ متوسط حجم الأسرة المعيشية 3.73، أما متوسط حجم العائلات فبلغ 4.01.
بلغ العمر الوسطي للسكان 31.4 عاماً. وكانت نسبة 37.7% من القاطنين تحت سن الثامنة عشر، وكانت نسبة 7.7% بين الثامنة عشر والرابعة والعشرين عاماً، ونسبة 19.2% كانت واقعةً في الفئة العمرية ما بين الخامسة والعشرين والرابعة والأربعين عاماً، ونسبة 24.5% كانت ما بين الخامسة والأربعين والرابعة والستين، ونسبة 10.9% كانت ضمن فئة الخامسة والستين عاماً فما فوق. وتوزع التركيب الجنسي للسكان بنسبة 50.2% ذكور و49.8% إناث.